# Perla Francalanci
Perla Francalanci (Fucecchio, 3 dicembre 1982) è una ballerina e coreografa italiana.

## Biografia
Da giovane studia danza e ginnastica ritmica. Al di fuori degli impegni nel mondo televisivo, insegna danza e lavora come coreografa. Dopo un inizio di carriera come modella nel 2001, nel 2002, a 19 anni, partecipa al concorso Miss Teen Ager - Ragazze spettacolo e nella finale svoltasi a Cortina d'Ampezzo si aggiudica il titolo di Miss Teen Ager Italia 2002. Nel febbraio 2004 partecipa come Notina al programma televisivo Sarabanda condotto da Enrico Papi su Italia 1 e a Beato tra le donne, nell'edizione condotta da Massimo Giletti su Rai 1, dove ricopre il ruolo della "donna che non ride mai": introdotta dai Carmina Burana di Carl Orff, entra in studio vestita con un aderente abito da sera, mantenendo il viso inespressivo, e sale su un piedistallo rialzato, dal basso del quale il concorrente di turno deve cercare, tramite dichiarazioni, di farla perlomeno sorridere (la sua entrata in scena e parti delle prove saranno nei mesi successivi più volte riprese da Blob). Sempre nel 2003 realizza un calendario per la ditta di accessori moto e abbigliamento sportivo Ufo Plast. Nel 2004 è nel corpo di ballo de L'imbroglione su Canale 5, condotto da Enrico Papi, e partecipa a Miss Italia, arrivando alla finale di Salsomaggiore Terme col titolo di Miss Cinema Lazio. Successivamente, nella stessa stagione televisiva, è nel corpo di ballo de I raccomandati, programma in prima serata condotto da Carlo Conti su Rai Uno. Oltre a questo è nei corpi di ballo di alcune serate di spettacolo successivamente trasmesse su reti nazionali (La notte dei campioni, Baciami Versilia, Galà dell'eredità, ecc...).
Abbandonando momentaneamente le reti nazionali, partecipa a Trambusto, un programma comico condotto da Gianluca Ansanelli e Gigi Garretta, trasmesso inizialmente dalla rete locale laziale Teleroma 56 e replicato da numerose televisioni locali e syndication fino alla copertura di quasi tutto il territorio nazionale: il programma ha un'impostazione molto simile a quella delle prime edizioni di Striscia la notizia, con la Francalanci che ricopre il ruolo della Hostess, in pratica una velina singola, che, tramite alcuni stacchetti e scambi di battute con i conduttori, introduce i momenti del programma ed i collegamenti con i comici. Tuttavia le stesse parole delle canzoni degli stacchetti che esegue sono una presa in giro del ruolo delle vallette e veline nella televisione e del mondo del gossip che sovente le accompagna ("saran belli gli ingegneri, i piloti e i caschi blu, ma col calcio, ma col calcio si guadagna assai di più").. Nello stesso anno, al seguito del successo avuto da Trambusto, la trasmissione Markette le dedica una puntata il 23 marzo. Il programma viene riproposto con alcune modifiche da Rai 1 nell'agosto dello stesso anno, sempre con la conduzione di Ansanelli (che è anche coautore) e Garretta, la Francalanci come valletta e ballerina principale del ridotto corpo di ballo (non presente nella versione originale), la regia di Giancarlo Nicotra e il nome di Ride...Rai, ma la trasmissione non prosegue dopo la puntata pilota.
Nel 2005 ha realizzato nuovamente il calendario (per l'anno 2006) della Ufo Plast ed è stata valletta di Affari tuoi, condotto da Pupo su Rai Uno e di Starflash, condotto da Jerry Calà ed Elenoire Casalegno, oltre ad essere presente nel corpo di ballo di Cronache marziane su Canale 5. Nel 2006 partecipa al reality-show Tv diari sulla rete All Music, senza tuttavia arrivare in finale e conduce, con Domenico Gareri, il programma sportivo Area di Rigore sul canale Sky 848. A fianco di Gareri negli anni condurrà anche diverse manifestazioni legate al mondo della musica e della danza Nell'estate 2007 è nel corpo di ballo della trasmissione Stasera mi butto, condotta da Caterina Balivo e Biagio Izzo su Rai Uno e nell'autunno è nel corpo di ballo della nuova edizione 2007 di Ciao Darwin su Canale 5. Nello stesso anno è anche una delle vallette dell'edizione 2007 del Telegatto. Nella primavera del 2008 è la prima ballerina del corpo di ballo dell'edizione di La sai l'ultima? condotta da Lorella Cuccarini, mentre l'anno seguente è nel corpo di ballo di Tutti pazzi per la tele, condotto da Antonella Clerici.